# Løbesportstøj
Løbetøj er, som regel, meget lette beklædningsgenstande, hvilke omfatter shorts, bukser, specielle sokker, huer, jakker, t-shirts og handsker.
Beklædningsgenstandene er beregnet til, at man kun har ét lag tøj på, og der fokuseres derfor på stoffets åndbarhed såvel som stoffets vind-stoppende effekt.
Der bruges i meget høj grad syntetisk fremstillede materialer, da disse stoffers egenskaber er nemme at tilpasse. I løbetøj fokuseres på, at brugerens kropstemperatur bliver forøget under løb og stoffets egenskaber er med fordel tilsvarende svedtransporterende og derved kølende.
Tætsiddende beklædningsgenstande som f.eks. skiundertøj, også kaldet Base Layers, er meget populære, da de tillader stor bevægefrihed, fremhæver ens kropsmuskulatur og er effektivt svedtransporterende.